# Christian Søndergaard Jensen
Christian Søndergaard Jensen (født 1963) er datalog og professor ved Aalborg Universitet. Hans forskningsområde er temporale, spatiale, spatio-temporale, geotekstuelle og multidimensionelle data; data management og analyse, maskinlæring; datamodeller, forespørgselssprog, databasedesign, effektiv udførelse og optimering af forespørgsler og opdateringer samt indeksering.

## Uddannelse
Christian S. Jensen har bifag i matematik (1985) og datalogi (1986) og en kandidatgrad i datalogi (1988) fra Aalborg Universitet. Han skrev sin ph.d. ved University of Maryland (USA) og forsvarede den ved Aalborg Universitet i 1991. I 2000 opnåede han en teknisk doktorgrad ved Aalborg Universitet.  

## Karriere
Jensen har været gæsteforsker (1991-1992), -lektor (1994-1995) og -professor (1999) ved University of Arizona, og han har været gæsteforsker ved Google, Mountain View (2008-2009). Fra 2001 til 2011 var han Professor II ved Universitet i Agder, Norge, og fra 2010 til 2013 var han professor ved Aarhus Universitet.
Han var fremtrædende gæsteprofessor ved Sa Shixuan International Research Center for Big Data Management and Analytics, Renmin University of China (2012-2017) og æresprofessor ved Renmin University of China (2013-2016) og Cardiff University, Department og Computer Science (2001-2006).
Han er ACM Fellow (2011) og IEEE Fellow (2008). Han er medlem af Akademiet for de Tekniske Videnskaber (ATV) (2001-), Det Kongelige Danske Videnskabernes Selskab (2010-) og Academia Europaea (2013-). Han er præsident for forretningsudvalget for det schweiziske nationale forskningsprogram Big Data (2015-2021). I Norge er han formand for det videnskabelige rådgivende udvalg for NorwAI, Norwegian Research Center for AI Innovation (2020-) ; og i Tyskland er han medlem af det videnskabelige rådgivende udvalg for Max Planck Institute for Informatics, Saarbrücken (2019–2023). Endelig er han medlem af VILLUM FONDENs bestyrelse (2018-).  
Han har været chefredaktør for The VLDB Journal (2008-2014) og ACM Transactions on Database Systems (2014-2020).

## Priser
Christian S. Jensen har modtaget en række priser gennem sin karriere:
- The 2019 IEEE TCDE Impact Award[19]
- Ridder af Dannebrog, 2016[20]
- Villum Kann Rasmussens årslegat til teknisk og naturvidenskabelig forskning, 2011 (DKK 2,500,000)[21]
- Telenors Nordiske Forskningspris, 2002 (NOK 250,000)[22]
- Direktør Ib Henriksens forskerpris, 2001 (DKK 250,000)[23]

## Publikationer
Christian S. Jensen har udgivet over 500 publikationer og er citeret hyppigt.

### Udvalgte publikationer
- X. Cao, G. Cong, and C. S. Jensen, Efficient Processing of Spatial Group Keyword Queries, in ACM Transactions on Database Systems, 40(2), article 13, 48 pages, June 2015.
- X. Cao, G. Cong, C. S. Jensen, and M. L. Yiu, Retrieving Regions of Interest for User Exploration, in Proceedings of the VLDB Endowment, 7(9): 733–744, May 2014.
- C. S. Jensen, T. B. Pedersen, and C. Thomsen, Multidimensional Databases and Data Warehousing, Morgan & Claypool Publishers, 2010, 111 pages.
- G. Cong, C. S. Jensen, and D. Wu, Efficient Retrieval of the Top-k Most Relevant Spatial Web Objects, in Proceedings of the VLDB Endowment, 2(1–2): 337–348, 2009.
- R. Benetis, C. S. Jensen, G. Karciauskas, and S. Saltenis, Nearest Neighbor and Reverse Nearest Neighbor Queries for Moving Objects, The VLDB Journal, 15(3): 229–250, September 2006.
- R. H. Güting, M. Böhlen, M. Erwig, C. S. Jensen, N. Lorentzos, M. Schneider, and M. Vazirgiannis, A Foundation for Representing and Querying Moving Objects, ACM Transactions on Database Systems, 25(1): 1–42, March 2000.
- S. Saltenis, C. S. Jensen, S. Leutenegger, and M. Lopez, Indexing the Positions of Continuously Moving Objects, in Proceedings of the 2000 ACM SIGMOD International Conference on the Management of Data, 2000, pp. 331–342.
- M. Böhlen, C. S. Jensen, and R. T. Snodgrass, Temporal Statement Modifiers, ACM Transactions on Database Systems, 25(4): 407–456, December 2000.
- C. S. Jensen, Temporal Database Management, Faculty of Engineering and Science, Aalborg University, August 1999, 1328+xxxviii pages. Dr.Techn. thesis. (http://www.cs.aau.dk/˜csj/Thesis/)
- C. S. Jensen and R. T. Snodgrass, Semantics of Time-Varying Information, Information Systems, 21(4): 311–352, 1996.